# Agalmatolite
L'agalmatolite (dal greco: ἄγαλμα -ατος, trasl.agalma, "statua" e λίθος, trasl. litos, "pietra"), detta anche pagodite o lardite, è una roccia metamorfica formata per alterazione idrotermale a partire dalla riolite. 

## Composizione
Uno dei primi mineralogisti a studiare l'agalmatolite fu lo scozzese Matthew Forster Heddle. Secondo l'analisi chimica da lui effettuata nel 1880 le principali sostante presenti nell'agalmatolite sono:
| Silice             | SiO2  | 55,0% |
| Allumina           | Al2O3 | 33,0% |
| Ossido di potassio | K2O   | 7,6%  |

Analisi effettuate successivamente confermano che l'agalmatolite è composta principalmente da due fillosilicati di alluminio: la pirofillite e la muscovite. Sono poi associati in forma minore altri minerali quali: sericite, diasporo, quarzo, cianite, andalusite e feldspato. Come minerali accessori è comune la presenza di rutilo, zircone e tormalina.

## Distribuzione
I più grandi produttori mondiali di agalmatolite sono la Cina ed il Brasile. In Cina viene prodotta nella zona di Jialiangshan nella provincia di Fujian. In Brasile le principali cave si trovano nel comune di Pará de Minas nello stato di Minas Gerais. Altre miniere si trovano in Inghilterra, a Lostwithiel, in Cornovaglia e nella Slovacchia, a Špania Dolina e Červenica.

## Utilizzi
In epoche storiche la principale provenienza era dalla Cina dove veniva utilizzata come pietra da intaglio per produrre sculture di piccole dimensioni di idoli o altro. Esistono varietà di diversi colori: tonalità del verde, grigio, rosso e giallo. La durezza nella scala di Mohs è fra 2 e 3.